# Nesmy
Nesmy – miejscowość i gmina we Francji, w regionie Kraj Loary, w departamencie Wandea.
Według danych na rok 1990 gminę zamieszkiwały 1963 osoby, a gęstość zaludnienia wynosiła 80 osób/km² (wśród 1504 gmin Kraju Loary Nesmy plasuje się na 301. miejscu pod względem liczby ludności, natomiast pod względem powierzchni na miejscu 412.).